# Johann Christoph Struchtmeyer
Johann Christoph Struchtmeyer (* 16. Januar 1698 in Struchtrup; † 17. September 1764 in Harderwijk) war ein deutscher reformierter Theologe, Historiker und Rhetoriker.

## Leben
Der Sohn des Jobst Struchtmeyer und dessen Frau Maria Meyer hatte in der Schule in Barntrup und in Detmold seine erste Ausbildung erhalten. 1716 bezog er die Universität Rinteln und wechselte im gleichen Jahr an die Universität Harderwijk. Dort leiteten Runge, Meyer, von Houten und Cramer seine philologischen, philosophischen und theologischen Studien. 1722 war er Kandidat des Predigtamts, ging aber wieder nach Harderwijk zurück, um dort seine erworbenen Kenntnisse zu erweitern. Eine 1724 erhaltene Predigerstelle in Culemborg vertauschte er 1725 mit einer anderen zu Middelburg in Seeland.
Als das dortige Klima nachteilig auf seine Gesundheit wirkte, folgte er 1726 einem Ruf nach Harlingen. Um seine noch immer wankende Gesundheit zu stärken und zugleich seine mäßigen Einkünfte zu verbessern, ging Struchtmeyer 1728 als Rektor nach Tiel in Geldern. 1730 erhielt er eine Professur der Geschichte und Rhetorik an der Universität Harderwijk. Er starb 1764, nachdem er auch in höherem Alter seine zahlreich besuchten historischen, antiquarischen und philologischen Vorlesungen fast ununterbrochen fortgesetzt hatte. Zudem hatte er sich auch an den organisatorischen Aufgaben der Hochschule Harderwijk beteiligt und war in den Jahren 1733, 1739, 1745 und 1754 Rektor der Alma Mater.

## Wirken
Struchtmeyer hatte große Kenntnisse in den älteren Sprachen und war in den Zweigen des theologischen Wissens bewandert. Als er die Bibel mit den Mythen der Griechen und Römer in Verbindung bringen wollte, geriet er auf seltsame Abwege und kam zu paradoxen Behauptungen. In seiner 1743 veröffentlichten Theologia mythica glaubte er, dass in den bekannten Fabeln vom Jupiter, Neptun, Pluto, Herkules, Minos und anderen Göttern und Helden unverkennbare Spuren der Trinitätslehre, des Erlösungswerkes durch Christus und ähnlicher Dogmen zu entdecken seien. Ebenso suchte er die Mysterien der christlichen Kirche aus dem heidnischen Gottesdienst abzuleiten, erklärte die Mythe von Herkules für eine bloße Erdichtung aus der alten Patriarchentheologie und behauptete, dass Herkules selbst kein anderer sei als Christus.

## Familie
Aus seiner am 20. September 1734 geschlossenen Ehe mit Gerharda Catharina Rawerz aus Zutphen gingen drei Söhne und eine Tochter hervor:
- Jodocus Johann Struchtmeyer, Dr. jur., Advokat in Harderwijk
- Peter Lucretius Struchtmeyer, 1762 Konrektor in Zutphen, 1771 Rektor in Groningen
- Conrad Dietrich Struchtmeyer
- Maria Struchtmeyer

## Werke
- Diss. de vocabulo reipublicae. Hardervijk 1741
- Theologia mythica, sive de origine Tartari et Elyfii Libri quinque, quibus ostenditur, fabulas gentilium de Diis eorumdemque ritus sacros, unice deduci et explicari debere ex religione primi orbis mysteriisque sacro-sanctis de Deo uno et trino, Christo et Spiritu sancto, et regno Dei inter homines. Hardervijk 1743, Edito II Hagae Comit. 1753
- De Zinnebeeldige Hercules. Of Verhandeling over de Geboorte en Kindsheit van dien Afgod: waarin getoont word, dat al wat daarvan verhaalt ward, genoomen is uit de oude Overleveringe van Christus. Mitsgaders eene Verdediging van de Uitlegginge der Heidensche Godgeleertheit tegen de geleerde Leipzigers ; in een Anhangsel over Meleager en Atalante; opgesteld door J. Chr. Struchtmeyer, Prof. te Harderwyk, uit een Latynsch Handschrift vertaald door P. J. Struchtmeyer. Harderwyk 1757
- Rudimenta graeca maximam patrem excerpia A. Jo. Verweyi via docenti graeca. Zutphen 1757, 1784 (online)
- De Jongelingschap van Hercules, met detzelfs Oeffeningen, Zeeden, Leermesters, en Wappenen; als mede de Geschichten van Perseus uit de Godgeleertheit van de eerste Waereld afgeleid en verklaard. Zutphen 1759
- Oorsprong van het heidenfche Godendom en den Zinnebeeldigen Hercules, afgeleid uit den Godsdienst vari de eerfieWaereld, door J. Ch. Struchtmeyer, en uit deszelveHandschrivt vertaald door Joh. Claessen. Harderwijk 1739
- De republica supremaque eius potestate Libri duo. Trajecti ad, Rhen. 1762
- Verdediginge der rechtsinnigen in het Stukk der Rechtwaardigmaaking, nevens een Ondersook over de tweenmal gestorvene en den Staat der Zielen naa den Dood tot naa de Obstandinge. Harderwijk 1763